# Giannīs Christopoulos (allenatore di pallacanestro)
Giannīs Christopoulos (in greco Γιάννης Χριστόπουλος?; Patrasso, 7 giugno 1974) è un allenatore di pallacanestro greco.

## Palmarès
- Campionato cipriota: 1

APOEL: 2009-2010